# Aleksandr Alechin
Aleksandr Aleksandrovitj Alechin (ryska: Александр Александрович Алехин), född 31 oktober (19 oktober enl. g.s.) 1892 i Moskva, Kejsardömet Ryssland, död 24 mars 1946 i Estoril, Portugal, var en rysk schackspelare och den fjärde officielle världsmästaren i schack. I Frankrike och i engelsktalande länder används den franska transkriberingen Alekhine. 

## Schackkarriär
Alechin lärde sig spela schack av sin bror vid nio års ålder och gjorde mycket snabba framsteg. Han kom från en högt uppsatt familj i Ryssland (fadern var av adlig härkomst och medlem av landets duma, modern var dotter till en framstående industriledare), och hade möjlighet att ägna mycket tid åt att studera schack. Genom goda resultat i olika turneringar i Moskva och utomlands (bl.a. i Stockholm 1912), bereddes han möjlighet att delta i den starka turneringen i Sankt Petersburg 1914. Alechin blev där oväntat trea, efter dåvarande världsmästaren Emanuel Lasker och den blivande José Raoul Capablanca.
Efter några turbulenta år i Europa kring första världskriget återvände Alechin till Ryssland som då hade blivit Sovjetunionen, där han efter att först ha suttit fängslad i Odessa, misstänkt för spioneri, frisläpptes och vann det sovjetiska mästerskapet i schack 1920. Ärelystnad och dålig ekonomisk ställning drev honom till att emigrera 1921, först till Berlin och sedan till Paris. Han återvände aldrig.
Genom att han hade funnit finansiärer som kunde garantera en prissumma fick han möjlighet att spela en match mot Capablanca om världsmästartiteln i Buenos Aires 1927. Alechin var kraftigt nederlagstippad, men det var inte allmänt känt att han hade ägnat de föregående åren till att studera sin motståndare in i minsta detalj. Det visade sig att han var bättre förberedd än sin motståndare, inte minst på spelöppningarnas område. Matchen blev hård, men efter 34 partier hade Alechin lyckats vinna de sex partier som krävdes för att erhålla titeln.
Han gav aldrig Capablanca chansen till en returmatch, trots att denne under lång tid allmänt betraktades som den främste utmanaren. Alechin spelade istället två titelmatcher mot Jefim Bogoljubov, 1929 och 1935. Bogoljubov var visserligen en duktig spelare som tillhörde de tio bästa i världen, men Alechin besegrade honom båda gångerna övertygande med siffrorna 15,5-9,5 respektive 15,5-10,5. Alechin övertygade dock i samtida turneringar, som han oftast vann klart även i de fall då Capablanca deltog. 1935 spelade han en match mot Max Euwe, som han till schackvärldens förvåning förlorade knappt. En orsak kan vara bristande förberedelser och underskattning i kombination med Alechins omåttliga alkoholvanor, men man ska ha klart för sig att Euwe var en mycket stark spelare. 1937 spelades en returmatch till vilken Alechin kom synnerligen väl förberedd och övertygande vann med siffrorna 15,5-9,5.
När andra världskriget bröt ut var Alechin sedan länge bosatt i Frankrike. Efter den tyska invasionen 1941 publicerades artiklar i Alechins namn i två tidningar i Tyskland och Paris, där han propagerade för den ariska rasens överlägsenhet i schack. Artiklarna bagatelliserade på ett ohistoriskt och infamt vis framstående judiska schackspelare, och det anses idag ovedersägligt att Alechin skrev dem, även om en del schackvänner försökt (och försöker) urskulda honom. Alechin, som var en svuren motståndare till regimen i Sovjetunionen, umgicks gärna med diverse nazistkoryféer, till exempel den schackintresserade Hans Frank, "Polens bödel" kallad och avrättad efter Nürnbergprocessen 1946.
När tyskarnas krigslycka vände bosatte sig Alechin i Spanien och Portugal, de enda länder i Europa där fascismen behöll sin starka ställning. Han levde mer eller mindre ur hand i mun, förvägrades bl.a. att delta i engelska och holländska turneringar, och försökte få till stånd en titelmatch mot Michail Botvinnik, Sovjets unga och starkast lysande stjärna. Innan egentliga förhandlingar kom till stånd dog han emellertid på ett hotellrum utanför Lissabon den 24 mars 1946. Olika dödsorsaker har uppgivits: alkoholförgiftning, kvävning av en bit kött som hade fastnat i halsen, till och med självmord, men det enda som är fullständigt säkert är att han dog. Inget land ville först bekosta en begravning, men till sist lät världsschackförbundet FIDE bekosta en begravning på Montparnasse-kyrkogården i Paris.
Alechin måste betraktas som en av världens starkaste schackspelare genom tiderna.

## Utmärkelser
Asteroiden 1909 Alekhin är uppkallad efter honom.